# Friedrich Friesen
Pour les articles homonymes, voir Friesen (homonymie) et Friesen.
Karl Friedrich Friesen (né le 25 septembre 1784 à Magdebourg, mort le 16 mars 1814 à Lalobbe, Ardennes françaises) est un cofondateur de la gymnastique en Allemagne, éducateur et franc-tireur.

## Biographie
Ce fils d'un comptable va à l'école publique à Magdebourg. Son professeur Georg Samuel Albert Mellin (de) l'initié à l'éthique d'Emmanuel Kant. En 1801 et 1802, il étudie à l'académie d'architecture de Berlin et s'intéresse à la pédagogie et à la philosophie. De 1806 à 1811, il est employé par Alexander von Humboldt pour faire l'atlas du Mexique et travaille, inspiré par les Discours à la nation allemande de Johann Gottlieb Fichte, avec Friedrich Ludwig Jahn, Wilhelm Harnisch (de) à mettre en place une école s'inspirant des méthodes de Johann Ernst Plamann et de Johann Heinrich Pestalozzi.
Avec Jahn, il crée une école de gymnastique. En 1808, il fonde une école d'escrime. En raison des guerres napoléoniennes qui l'obligent à arrêter ses activités, il part recommencer à Berlin.
En 1808, il est recruteur pour Ferdinand von Schill et fait de l'espionnage à Magdebourg.
Avec Friedrich Ludwig Jahn, Wilhelm Harnisch et d'autres, il crée en 1810 une société secrète afin de constituer un soulèvement armé et redonner l'espoir au peuple allemand.
En 1812, il participe à l'insurrection contre Napoléon. L'année suivante, il crée le corps de francs-tireurs qui deviendra le Lützowsches Freikorps, commandé par Adolf von Lützow, et qui sera défait.
En 1814, il meurt durant la campagne de France. Après la défaite de la coalition russo-prussienne pour conquérir Reims, il est fait prisonnier à Lalobbe et tué sans défense.
Son ami August von Vietinghoff (de) retrouve en 1816 l'endroit où il est enterré. Le retour de ses cendres n'est pas tout de suite possible en raison de la fête de la Wartbourg et d'autres troubles politiques qui vont suivre.
Il est aujourd'hui depuis 1843 au cimetière des Invalides de Berlin, à proximité de Scharnhorst.
Son personnage se retrouve dans des œuvres de Ernst Moritz Arndt, Max von Schenkendorf ou Carl Leberecht Immermann.